# Circuito de Getxo 2003
Il Circuito de Getxo 2003, cinquantottesima edizione della corsa, si svolse l'31 luglio 2003 su un percorso di 185 km, con partenza e arrivo a Getxo. Fu vinto dallo spagnolo Roberto Lozano Montero della Kelme davanti allo svizzero Martin Elmiger e allo spagnolo Constantino Zaballa Gutierrez.

## Ordine d'arrivo (Top 10)
| Pos. | Corridore                     | Squadra                    | Tempo    |
| ---- | ----------------------------- | -------------------------- | -------- |
| 1    | Roberto Lozano Montero        | Kelme                      | 4h07'38" |
| 2    | Martin Elmiger                | Phonak Hearing Systems     | s.t.     |
| 3    | Constantino Zaballa Gutierrez | Kelme                      | s.t.     |
| 4    | Vicente Reynés                | L.A-Pecol                  | s.t.     |
| 5    | José Luis Martínez            | Paternina-Costa de Almeria | s.t.     |
| 6    | José Iván Gutiérrez           | iBanesto.com               | s.t.     |
| 7    | Julen Fernandez Vijandi       | Euskaltel-Euskadi          | a 44"    |
| 8    | Iker Camaño Ortuzar           | Phonak Hearing Systems     | a 45"    |
| 9    | Xavier Tondó                  | Paternina-Costa de Almeria | s.t.     |
| 10   | Ricardo Serrano Gonzalez      | Labarca-2-Cafe Baque       | a 1'17"  |